# Rodney Bingenheimer
Rodney Bingenheimer (ur. 15 grudnia 1947 w Mountain View) – amerykański prezenter radiowy rockowej stacji muzycznej KROQ w Los Angeles. Bingenheimer jest znany dzięki pomaganiu młodym artystom stać się popularnym na amerykańskim rynku muzycznym. Jego powiązania z przemysłem muzycznym są uważane za bardzo ważne i wpływowe. Bingenheimer zdobył reputację pierwszego amerykańskiego DJ-a, który reklamuje nowych artystów. W jego radiu po raz pierwszy pojawiły się takie zespoły jak Blondie, Ramones, Sex Pistols, Guns N’ Roses, Duran Duran, The Cure, The Runaways, Hole, Symbol Six, No Doubt, Blur, Nirvana, Sonic Youth, The Bangles, X i wielu innych.
We wczesnych latach 70. XX wieku był właścicielem klubu nocnego Rodney Bingenheimer’s English Disco, w którym popularyzował ówczesną angielską muzykę popularną wśród amerykańskiej młodzieży.
Był głównym bohaterem filmu dokumentalnego pod tytułem Mayor of the Sunset Strip (z ang. Burmistrz Sunset Strip). Mick Jagger opisał Bingenheimera jako "godną respektu groupie". W 2007 prezenter otrzymał swoją własną gwiazdę na Hollywood Boulevard.